# El show de Jimmy
El show de Jimmy fue un programa colombiano de música, humor de sketches y variedades creado por Jimmy Salcedo. El programa fue emitido por primera con Punch en 1976, luego pasó a ser producido por Do Re Creativa Tv y finalmente por TeVecine hasta su emisión final en 1993.  El formato intercalaba los espectáculos musicales y las entrevistas con los segmentos humorísticos a cargo de Hernando Casanova en la sección Los Meros Recochan Boys, los sketches de comedia, eran parodias de la cultura contemporánea, series de televisión y películas.  Bajo la dirección de Sandra Sarmiento como bailarina y coreógrafa, se hicieron populares las Supernotas, como era conocido el cuerpo de baile que acompañaba con sus coreografías los números musicales que hacían en vivo Salcedo y su orquesta, La Onda Tres.  Otra de las secciones memorables del Show de Jimmy fue 'Cante aunque no cante', en la cual personalidades de la política, las artes, la cultura y la moda conversaban con Jimmy Salcedo y al finalizar las charlas interpretaban una canción, acompañados solamente por el piano. También otra sección de la que también se recordaba en El show de Jimmy era el concurso la llamada Do Re millonaria, la cual era que el participante recibiera un premio o un acumulado en efectivo al contestar la pregunta musical por medio del piano computador, al azar el teléfono de cualquier parte de Colombia.

Los episodios empezaban con el tema principal a cargo de Jimmy Salcedo, en donde se hacía una variación para hacer la presentación de las secciones y los artistas invitados. Entre los invitados, pasaron por el programa Tito Puente, Rocío Dúrcal, Paloma San Basilio, Héctor Lavoe, Roberto Carlos, Joe Arroyo, Shakira, Hombres G, la Sonora Ponceña, Soda Stereo y Franco de Vita.
Cerca de tres décadas en el aire, El Show de Jimmy recibió varios reconocimientos, incluyendo el premio Antena de la consagración, mejor musical de la Asociación Colombia de Periodistas (APE), el Premio El Tiempo en 1980, una mención especial en los premios Esmeralda en 1981, y dos premios India Catalina, uno en 1988 y otro en 1990. El Show de Jimmy marcó un precedente en la televisión colombiana al incorporar elementos de música, baile y humor.
El show de Jimmy llegó a su fin debido a los graves quebrantos de salud que padeció Jimmy Salcedo, quien cayó en un coma diabético en octubre de 1989 hasta su muerte, el 27 de octubre de 1992.  El programa estuvo al aire un año más con distintos presentadores, entre ellos Fernando González-Pacheco y Hernando 'El Capi' Romero.  La última emisión fue el 20 de noviembre de 1993.

## Formato
Junto con presentaciones musicales y entrevistas a invitados especiales, se mezclaban sketches de comedia, en los que participaba el comediante Hernando Casanova y un grupo de actores conocidos dentro del musical como los Meros Recochan Boys.
Las coreografías estaban a cargo de Sandra Sarmiento, que dirigía al grupo de las Supernotas. Con el tiempo, al grupo de bailarines entraron hombres.

## Secciones

### Cante aunque no cante
Una de las secciones de mayor aceptación por parte del público consistía en una entrevista a personajes famosos de la vida nacional  –artistas, políticos, deportistas, presentadores, cantantes, actores extranjeros, etc.–, la cual finalizaba con el entrevistado cantando acompañado en el piano por Jimmy Salcedo algunos invitados destacados de esta sección fueron el expresidente de Colombia Belisario Betancur Cuartas, el presentador de televisión Jorge Baron, la actriz Celmira Luzardo, el comediante Carlos Benjumea y el presentador Fernando González Pacheco Q. E. P. D. participaron en la sección.

### Los Meros Recochan Boys y chupones
Las secciones de comedia en el programa estaban a cargo de un grupo de comediantes (Claudio Soto, Hernando Casanova, y Wilson Viveros), incluido Salcedo, quienes realizaban parodias musicales, chistes escenificados y un sketch llamado La película de la semana, con la que pretendían determinar el nombre de un film a partir de secuencias cómicas. En ocasiones participaban en los sketches artistas invitados. El cantante Rafael Orozco y el acordeonista Israel Romero, integrantes del conjunto musical Binomio de Oro, participaron en la parodia musical Debajo de mi camión, la cual tenía la música de la canción El higuerón en la emisión de los Meros Recochan Boys el día jueves 4 de diciembre de 1986.
Debido a la gran acogida por parte del público, crearon su propio programa llamado Musiloquísimo.

### Super small
Era la historia de un superherore criollo y pequeño al estilo de Superman, que le pasaban varias situaciones difíciles y divertidas, basadas en situaciones que pasaban en ese momento, junto con la participación de varios actores. Al final del capítulo el protagonista terminaba siempre en ridículo.

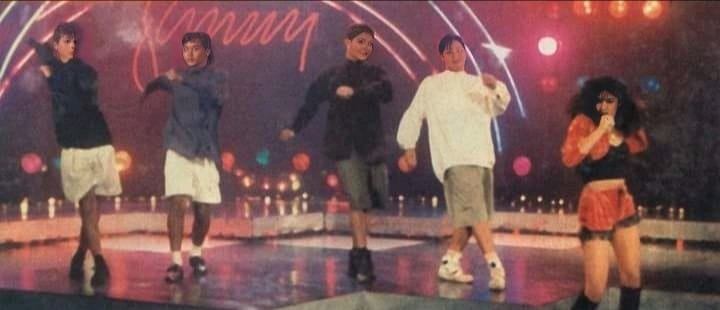
Shakira durante una presentación en el Show de Jimmy a principios de los años noventa

Este superhéroe fue encarnado por el actor Manuel Arias quien trabajaría en la serie N.N.

### Lo que está sonando
En esta sección se presentaban los temas musicales más exitosos del momento, por medio de coreografías del grupo de bailarines del programa y Las Supernotas. Los temas eran de todo género musical, desde la salsa, el merengue, hasta música pop y baladas entre otros.

### La llamada Do Re Millonaria
Era la sección que se daba cada jueves al comienzo del programa, cuando el piano computador seleccionaba al azar cualquier teléfono de las diferentes ciudades de Colombia, el televidente recibía la llamada y respondía
correctamente una pregunta musical así ganaba el premio en efectivo o más del acumulado en cada semana.

## Transmisión
Entre 1976 y 1979 se emitía el programa los martes a las 7 de la noche por La Primera Cadena de Inravisión, perteneciente a Producciones PUNCH.
Entre 1979 y 1983 el programa se emitía los viernes a las 8:00 p. m. en la Primera Cadena de Inravisión, luego entre 1984 y 1991, se emitía los jueves a las 8:30 de la noche en la Cadena Dos de Inravisión, realizado por Do Re Creativa Tv.
Entre 1992 y 1993 el programa se transmitía los sábados a las 2 de la tarde por la Cadena Uno de Inravisión, realizado por TeVecine.

## Hechos destacables
- Fue presentado entre los años 1976 y 1979 por la productora de televisión colombiana Punch, sucesivamente con la producción de Mano a Mano Musical.
- Fue el escenario de la creación de una Orquesta de 72 Horas la Colombia All Stars como integrantes Fruko, Manyoma, Joe Arroyo, Piper Pimienta, Joe Madrid y Juan Piña.
- En el programa de entretenimiento Telemusicales se transmitían los avances de la emisión del Show de Jimmy y Musiloquisimo.
- El espacio fue suspendido de la transmisión el día jueves 7 de noviembre de 1985 debido al atentado en contra de El Palacio de Justicia en Bogotá y también el día jueves 18 de diciembre de 1986 en marcha por el rechazo del asesinato del director del diario El Espectador Guillermo Cano.
- El actor humorístico Hernando Casanova, aparecía al principio de cada emisión de la sección de La película de la semana parodiando al león que aparecía en las películas de la empresa MGM.
- En sus últimas emisiones se transmitieron emisiones especiales en homenaje a Jimmy Salcedo y Rafael Orozco.

- El programa tuvo una emisión especial donde fue invitado Jimmy Salcedo a Espectaculares JES, en motivo de la composición del nuevo jingle del programa por parte de Jimmy Salcedo.
- El espacio promocionaba los 450 años de Bogotá a cargo de Jimmy Salcedo y el concierto del Rock al parque donde se presentaron varios de los artistas de ese género el evento se transmitió entre el 22 y el 29 de septiembre del año 1988.
- Este espacio fue grabado en los estudios de Gravi y luego en el estudio 5 de Inravisión en su presentación se mostraba la frase o completa El Show De Jimmy o también "Show" o "Jimmy" y a la mitad abajo el logo de la programadora Do Re Creativa como letra normal o pegada en forma luminaria.
- En 1991 la empresa productora Do Re Creativa Tv vendió el SHOW DE JIMMY a la programadora TeVecine quien lo emitió entre 1992 y 1993.
- Aparece una nuevas secciones en el programa llamada Supersmall que interpretó el actor Manuel Arias en forma similar de Superman en estilo criollo y el Notiserio la cual se daban noticias divertidas a cargo de Claudio Soto.
- Mientras Jimmy Salcedo Tafache estuvo internado en una Clínica particular por su dolencia, hasta su fallecimiento el 27 de octubre de 1992, la dirección musical del SHOW de JIMMY estuvo a cargo de Aurelio Valcárcel Carroll y la producción general de este musical y de los demás programas de DO RE CREATIVA TV a cargo de Ernesto Franco Gómez.
- El programa El Show de Jimmy patrocino con Espectaculares JES la emisión de Musica Maestro, y para los arreglos musicales participaron Willy Newball y Wilson Viveros como participantes de la Orquesta Los Diablos del Caribe, sus canciones se grabaron en 2 lps por la disquera CBS y en sus últimas emisiones estuvieron presentes Luis Eduardo Arango , Bruno Diaz y Maria Cecilia Botero como cantantes de la orquesta Los Diablos del Caribe.
- Durante este periodo, los presentadores del SHOW de JIMMY fueron entre otros Fernando Gonzalez (PACHECO), Hernando Romero Barliza EL CAPI, además de artistas y actores de la TV Colombiana que eran invitados semanalmente. En los últimos años del programa se realizaban especiales, y las presentaciones de los grupos musicales y cantantes fueron realizadas por las Supernotas.
- En diciembre de 1992 con arreglos musicales de Willy Newball (uno de los músicos que siempre estuvo al lado de Jimmy) se imprimió una recopilación de temas que dio como resultado el disco larga duración POR SIEMPRE JIMMY con 12 temas interpretados por el mismo Jimmy Salcedo, que hoy, entre los melómanos es una joya musical, por temas de arreglos musicales como La Pollera Colora, o Para decir adiós de Jose Feliciano.
- El programa sale del aire el 30 de octubre de 1993 a un año del fallecimiento de su director Jimmy Salcedo.

## Galardones obtenidos
A lo largo de su transmisión el programa recibió innumerables premios y distinciones entre los que se destacan:
- Premio El Tiempo (1980)
- Mención especial de los Premios Esmeralda (1981)
- Catalina de Oro (1988 y 1990).

## Artistas que participaron en el programa
- Tito Puente: 1972, 1980, 1982
- Diomedes Díaz: 1979, 1982, 1988, 1991
- Celia Cruz: 1971, 1974, 1978, 1986, 1989
- Rocío Dúrcal: 1972, 1977, 1983, 1988
- Paloma San Basilio: 1977, 1984, 1986, 1992
- Billy Pontoni: 1976, 1978, 1981, 1984, 1986, 1989
- Los 8 de Colombia: 1981, 1984, 1993
- Rocío Jurado: 1979, 1982, 1987, 1990
- Binomio de Oro: 1985, 1987, 1990
- Roberto Carlos: 1975, 1978, 1986
- Margarita Rosa de Francisco: 1979, 1984, 1987, 1990
- María José: 1978, 1983, 1984
- Los Bukis: Hasta 1987
- Yuri: 1974, 1981, 1983, 1988.
- Los Betos: 1981, 1985, 1987
- Pimpinela: 1983, 1986
- Timbiriche: 1983,1985,1989
- Héctor Lavoe: 1982, 1985
- Vicky: 1975, 1979, 1982
- Joe Arroyo: 1976, 1982, 1986, 1988, 1990
- Dyango: 1981, 1986.
- Lucero: 1982, 1985,1989
- Los Melódicos: 1980, 1982, 1985, 1988, 1990
- Joe Arroyo: 1983, 1984, 1988
- Julio Iglesias: 1975, 1984, 1985.
- Miguel Gallardo: 1982, 1986
- Los Tupamaros: 1987, 1990
- Luis Ángel Márquez: 1983, 1988
- Alaska + Dinarama: 1985,1987
- Diomedes Díaz: 1982, 1985, 1993
- El combo de las estrellas: 1981, 1986
- Los Número Uno 1982, 1985, 1990, 1991
- Claudia de Colombia: 1973, 1975, 1977, 1981, 1983, 1984, 1987
- Sabú 1976, 1982, 1985, 1990
- Kraken: 1990
- Shakira: 1992, 1993.
- El Gran Combo de Puerto Rico: 1971, 1974, 1981, 1984, 1989
- Galy Galiano: 1981, 1982, 1987, 1990
- José José: 1972, 1983, 1986.
- Alejandra Guzmán: Hasta 1991
- Fruko y sus Tesos: 1971, 1973, 1976
- Basilo: 1974, 1983
- Jorge Oñate: 1982, 1986, 1989
- Lucero: 1982, 1989
- Franco de Vita: 1984, 1991
- Emmanuel: 1983, 1986, 1990
- Frankie Ruiz: 1987
- Hombres G: 1985, 1990
- Soda Stereo: 1988
- Myriam Hernandez: Hasta 1989
- Dolcey Gutiérrez: 1976, 1982, 1986.
- Chayanne: Hasta 1988
- Carlos Vives: 1985, 1987
- Wilfrido Vargas: 1982, 1990
- Los Pechichones: 1985, 1987
- Las Chicas del Can: 1986, 1989, 1991
- Otto Serge: 1981, 1989
- Oscar de Leon: 1982, 1983
- Los Monachos: 1987, 1990
- Sonora Ponceña: 1985
- Luis Miguel: 1985

## Recepción
En los años ochenta y parte de los años noventa superó en audiencia a programas similares como Espectaculares JES y El show de las estrellas.

## En otros medios
En 2011 fue interpretado por Ley Martín en la telenovela colombiana  El Joe "La Leyenda" bajo el nombre de Jhonny Salgado.
En 2014 en la telenovela Niche estuvo bajo el  personaje de Jeremy Salamanca como El show de Jeremy, pero no se mostró ni se interpretó el personaje debido por derechos de autor.
Y se incorpora nuevamente en 2015 El show de Jhonny en la telenovela Diomedes, el Cacique de La Junta.  Volviendo a grabar así su jingle de entrada y rehaciendo el set similar al original de la primera temporada.

En el documental Colombia Vive realizado por el Canal Caracol se hace alusión al Show de Jimmy mostrando la presentación de 1990 y la escena de Jimmy cantando la Pollera Colora en 1986. En el programa Yo me llamo producido por Caracol Televisión se hace alusión al Show de Jimmy mostrando a Rafael Orozco cantando la canción Chacunchá emitida el día jueves 25 de julio de 1991.